# Sven Wallbom
Sven Fredrik Wallbom, född den 4 mars 1895 i Stockholm, död där den 9 juni 1976, var en svensk affärs- och idrottsman. Han var i sitt tredje äktenskap gift med Astrid Fagraeus.
Wallbom studerade vid Påhlmans handelsinstitut och Stockholms borgarskola. Han genomförde affärsresor till Förenta staterna, Tyskland, Frankrike och Storbritannien samt resor som idrottsledare till Frankrike, Tyskland, Belgien, Nederländerna, Italien, Danmark och Finland. Wallbom var tjänsteman vid Rörstrands porslinsfabrik i Stockholm 1919–1927, direktör i International Business Machines i Stockholm 1928–1934 och direktör, sekreterare och skattmästare i Simfrämjandet 1935–1963. Han var ledamot av skolidrottskommittén och Riksidrottsförbundets samarbetskommitté samt ordförande i styrelsen för Eriksdalsbadet. Wallbom var 1916–1934 kapten för vattenpololaget inom Sim- och idrottsklubben Hellas, där han 1917–1937 tillhörde huvudstyrelsen (ordförande 1934–1937). Han var ledamot av Svenska simförbundets styrelse 1920–1928 och 1930–1936 (sekreterare 1930–1932, vice ordförande 1932–1936) samt verkställande ledamot från 1944 i Riksföreningen Konsten i sporten.  Wallbom var ansvarig utgivare av och redaktör för Simfrämjaren från 1935, medarbetade under signaturen Swall i Idrottsbladet och Dagens Nyheter samt publicerade Medan soppan kallnar (1954).  Han blev riddare av Vasaorden 1950. Wallbom vilar på Norra begravningsplatsen utanför Stockholm.